# Rio Ruvyironza
O rio Ruvyironza (também chamado de Luvironza) é um rio do centro-leste africano e considerado como a nascente mais ao sul do Rio Nilo.
Tem sua nascente no Monte Kikizi, ponto mais alto de Burundi, a cerca de 2,100 metros de altitude e flui seu curso até o rio Rurubu e tem sua extensão total de 182 km